# کریستن گوتاسکی
کریستن گوتاسکی (انگلیسی: Kristen Gutoskie؛ زادهٔ ۱۹۸۸ میلادی) هنرپیشه اهل کانادا است. وی از سال ۱۹۹۹ میلادی تاکنون مشغول فعالیت بوده‌است.
از فیلم‌ها یا برنامه‌های تلویزیونی که وی در آن نقش داشته‌است می‌توان به سرگذشت ندیمه اشاره کرد.